# 木村朋也
木村 朋也（きむら ともや、1998年4月4日 - ）は、ジャパンラグビーリーグワン花園近鉄ライナーズに所属するラグビー選手。

## プロフィール
- 京都府出身[1]。
- ポジションはウィング(WTB)。
- 身長 174 cm、体重 77 kg

## 略歴
2017年、伏見工業高校卒業後、帝京大学に入る。
2021年、帝京大学卒業後、近鉄ライナーズ(現・花園近鉄ライナーズ)に加入。
2022年2月19日に行われたJAPAN RUGBY LEAGUE ONE第5節日本製鉄釜石シーウェイブス戦にて先発出場で公式戦初出場を果たした。